# Ategumia nalotalis
Ategumia nalotalis is een vlinder uit de familie van de grasmotten (Crambidae). De wetenschappelijke naam van deze soort is voor het eerst voorgesteld als Pilocrocis nalotalis door William Schaus in een publicatie uit 1924.
De soort komt voor in Ecuador.